# نامباگا، نیو ساوت ولز

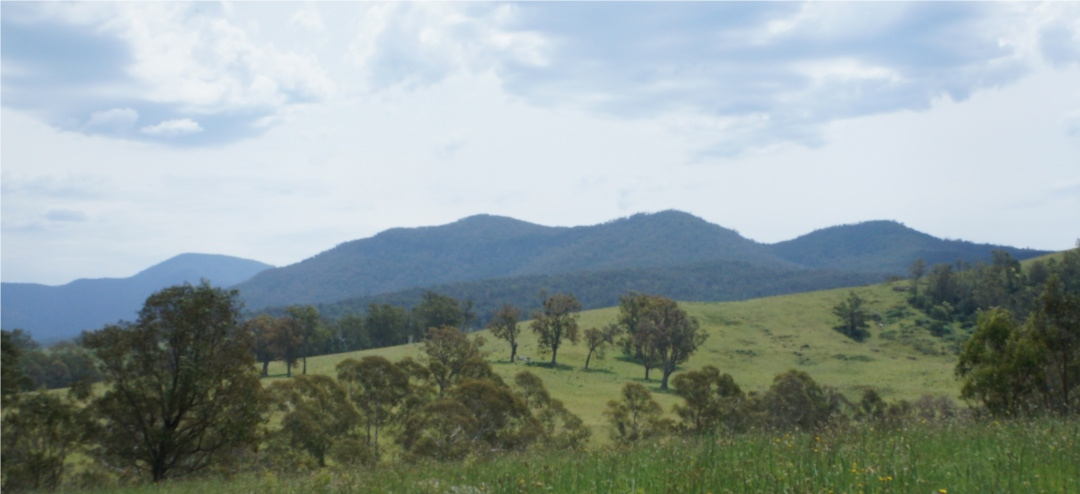
عکس بخشی از رشته کوه دیوارهای نومبوگا. قله بمبوکا در پس زمینه سمت چپ عکس قابل مشاهده است

نامباگا (به انگلیسی: Numbugga) یک شهرک در استرالیا است که در نیو ساوت ولز واقع شده‌است.